# آي جيي
آي تشي يي (في اللغة الصينية: 爱奇艺)، هي منصة فيديو عبر الإنترنت مقرها في بكين، الصين، تم إطلاقها في 22 أبريل 2010.

## نظرة عامة
آي تشي يي هي حاليًا واحد من أكبر مواقع الفيديو عبر الطلب على الإنترنت في العالم، حيث يقضي ما يقرب من 6 مليارات ساعة في استعماله كل شهر، وأكثر من 500 مليون مستخدم نشط شهريًا. في 29 مارس 2018، أصدرت الشركة الاكتتاب العام (الاكتتاب العام الأولي) في الولايات المتحدة وجمعت 2.25 مليار دولار. تستخدم الشركة مكتب شؤون تايوان الصيني لتعزيز جهود الجبهة المتحدة (الصين).

## التاريخ
تم تأسيس آي تشي يي في 22 أبريل 2010 من قبل بايدو، الشركة التي تقف خلف أكبر محرك بحث على الإنترنت في الصين، بدعم من بروفيدنز ايقوتي بارتنرز. غيرت اسمه إلى آي جيي في نوفمبر 2011. في 2 نوفمبر 2012 ، اشترت بايدو حصة بروفيدنز ايقوتي بارتنرز واستحوذت على ملكية الموقع بنسبة 100٪. في 7 مايو 2013، اشترت بايدو من شركة بي بي ستريم أعمال الفيديو الخاصة بها مقابل 370 مليون دولار، والتي أصبحت شركة تابعة لـ آي جيي. في 17 يوليو 2014، أطلق الموقع قسم إنتاج الأفلام آي جيي للصور المتحركة، لتوسيع المشاريع التعاونية القائمة مع أقرانهم في الخارج، بما في ذلك شراء الإصدارات وإنتاج الأفلام المشتركة. في 4 سبتمبر، تعاونت آي جيي مع مهرجان البندقية السينمائي، وبثت أفلام المهرجان عبر الإنترنت. في أغسطس 2014، أنتجت آي جيي أكثر من 6.95 مليار ساعة من المشاهدة على موقعها على الإنترنت. في أكتوبر، شاركت آي جيي في مهرجان بوسان السينمائي، ووقعت حقوقًا حصرية لما يقرب من 100 لقب كوري جنوبي. في 19 نوفمبر 2014 ، استثمرت شاومي وشونوي كابيتل 300 مليون دولار في آي جييلحوالي 10 في المائة إلى 15 في المائة من الموقع، في حين استثمرت بايدو 100 مليون دولار إضافية واحتفظت بحوالي 80 في المائة.
في 8 ديسمبر 2014، قال رئيس المحتوى في آي جيي ما دونغ إن البوابة تخطط لزيادة الإنتاج الأصلي إلى أكثر من الضعف في عام 2015، مع 30 عنوانًا على الأقل و 500 حلقة على القائمة مقارنة بـ 13 في عام 2014. في عام 2015، اشترت آي جيي حقوق البث لثمانية من أفضل العروض الترفيهية في الصين، والعديد من العروض الترفيهية في تايوان وكوريا الجنوبية، بما في ذلك عرض الرجل الراكض. في مارس 2016، أعلنت الشركة أنها ستطلق في تايوان. في يونيو 2016 أفادت أن لديها 20 مليون مشترك.
في 25 أبريل 2017 ، أعلنت نتفليكس (التي لا تعمل بشكل مباشر في الصين) أنها توصلت إلى اتفاقية ترخيص مع آي جيي، والتي بموجبها ستتوفر بعض عروضنتفلكس الأصلية في آي جيي بنفس الوقت وتزامنا مع العرض الأول لها في جميع أنحاء العالم.
في نوفمبر 2018 ، أعلنت آي تشي يي أنها تجمع أموالاً جديدة لأنها تشعر بالضغط من ارتفاع تكاليف المحتوى. وقالت شركة الفيديو إنها ستصدر 500 مليون دولار من السندات القابلة للتحويل. سوف تذهب عائدات الطرح نحو استثمارات المحتوى والتكنولوجيا بالإضافة إلى معاملات المكالمات المحددة للحد من التخفيف المحتمل للمساهمين عند تحويل السندات.
في أغسطس 2019، أطلقت آي جيي تطبيق آي جيي سوفت متعدد اللغات الذي يوفر لغات محلية مثل الإنجليزية والتايلندية والبهاسا الماليزية والفيتنامية والإندونيسية وغيرها، والتي يمكن تنزيلها عالميًا، حيث تقوم الشركة بتوسيع بصمتها الدولية. أطلقت موقعها الإلكتروني الجديد iq.com للمستخدمين العالميين.

## استقبال
وفقًا لـ آي ريسيرج، وهي شركة أبحاث في مجال الصناعات مقتبسة على نطاق واسع، اعتبارًا من أكتوبر 2014 ، كان لدى آي جيي وبي بي اس ما مجموعه 202.18 مليون مشاهد عبر الهاتف المحمول شاهدوا المحتوى لمدة 600.62 مليون ساعة على هذه المنصات، مع وصول مقاطع الفيديو المحمولة إلى 308.17 مليون مشاهد للجوال شاهدوا المحتوى لما مجموعه 1176.44 مليون ساعة على هذه المنصات. بلغ عدد مشاهدات الفيديو 500 مليون. شاهد كل مشاهد المحتوى لمدة 229.05 دقيقة في المتوسط في أكتوبر في منتصف عام 2015 كان للموقع 5 ملايين مشترك، وفي أواخر عام 2015 / أوائل عام 2016 كان لديه أكثر من 10 ملايين وبحلول يونيو 2016، كان لديه 20 مليونًا.
اشترت آي جيي حقوقًا صينية حصرية لعرض مسلسل حبيبي من نجم اخر الكوري الجنوبي الذي تمت مشاهدته حتى الآن 2.7 مليار مرة.
في عام 2014 ، شاركت آي جيي في إنتاج وتوزيع الدراما الصيفية الغامضة مع الإذاعة اليابانية فوجي تي في، كان أول إنتاج مشترك للدراما بين الصين واليابان وتم مشاهدته أكثر من 60 مليون مرة اعتبارًا من أكتوبر 2014.

## فنانو التسجيل
مجموعات
- ناين بيرسنت
- يونين
- ذا ناين

## وصلات خارجية
- آي جيي على موقع Google Play (الإنجليزية)